# Huaxin, Shanghai
Huaxin (kinesiska: 华新) är en köping i Kina. Den ligger i Qingpu i storstadsområdet Shanghai, i den östra delen av landet, omkring 22 kilometer väster om den centrala stadskärnan. Antalet invånare är 153 203. Befolkningen består av 68 610 kvinnor och 84 593 män. Barn under 15 år utgör 10,0 %, vuxna 15-64 år 85 %, och äldre över 65 år 3,0 %.